# Michał Karbownik
Michał Karbownik (Radom, 13 maart 2001) is een Pools voetballer die doorgaans speelt als linksback. In augustus 2023 verruilde hij Brighton & Hove Albion voor Hertha BSC. Karbownik maakte in 2020 zijn debuut in het Pools voetbalelftal.

## Clubcarrière
Karbownik speelde in de jeugd van Zorza Kowala en Młodzik Radom, voor hij in de opleiding van Legia Warschau werd opgenomen. Bij deze club werd hij voorafgaand aan het seizoen 2019/20 overgeheveld naar het eerste elftal. Zijn debuut volgde op 25 augustus 2019, toen gespeeld werd tegen ŁKS Łódź. Namens die club kwam Łukasz Sekulski twee keer tot scoren, maar door een treffer van Dominik Nagy en twee van Jarosław Niezgoda won Legia met 2–3. Karbownik mocht van coach Aleksandar Vuković in de basis starten en speelde het gehele duel mee. In oktober 2020 werd hij voor een bedrag van circa vijfenhalf miljoen euro overgenomen door Brighton & Hove Albion. Hij werd direct een voor een jaar weer verhuurd aan Legia. Vanwege een blessure werd hij in de winterstop van het seizoen 2020/21 teruggehaald door Brighton. Karbownik werd in augustus 2021 voor de tweede maal verhuurd, dit keer aan Olympiakos. In Griekenland speelde de Pool zeven competitiewedstrijden, waarna hij verhuurd werd aan Fortuna Düsseldorf. Karbownik maakte in augustus 2023 voor een bedrag van circa tweeënhalf seizoen de overstap naar Hertha BSC, waar hij zijn handtekening zette onder een verbintenis voor de duur van drie seizoenen.

## Clubstatistieken
| Seizoen | Club                   | Competitie     | Competitie | Competitie | Beker | Beker | Internationaal | Internationaal | Totaal | Totaal |
| Seizoen | Club                   | Competitie     | Wed.       | Dlp.       | Wed.  | Dlp.  | Wed.           | Dlp.           | Wed.   | Dlp.   |
| ------- | ---------------------- | -------------- | ---------- | ---------- | ----- | ----- | -------------- | -------------- | ------ | ------ |
| 2019/20 | Legia Warschau         | Ekstraklasa    | 28         | 0          | 5     | 0     | 0              | 0              | 33     | 0      |
| 2020/21 | Legia Warschau         | Ekstraklasa    | 3          | 0          | 0     | 0     | 4              | 0              | 7      | 0      |
| 2020/21 | Brighton & Hove Albion | Premier League | —          | —          | —     | —     | —              | —              | 0      | 0      |
| 2020/21 | → Legia Warschau       | Ekstraklasa    | 5          | 0          | 2     | 0     | 0              | 0              | 7      | 0      |
| 2020/21 | Brighton & Hove Albion | Premier League | 0          | 0          | 2     | 0     | —              | —              | 2      | 0      |
| 2021/22 | → Olympiakos           | Super League   | 7          | 0          | 1     | 0     | 1              | 0              | 9      | 0      |
| 2022/23 | → Fortuna Düsseldorf   | 2. Bundesliga  | 26         | 1          | 1     | 0     | —              | —              | 27     | 1      |
| 2023/24 | Hertha BSC             | 2. Bundesliga  | 24         | 0          | 2     | 0     | —              | —              | 26     | 0      |
| 2024/25 | Hertha BSC             | 2. Bundesliga  | 8          | 0          | 2     | 0     | —              | —              | 10     | 0      |
| Totaal  | Totaal                 | Totaal         | 101        | 1          | 15    | 0     | 5              | 0              | 121    | 1      |

Bijgewerkt op 21 december 2024.

## Interlandcarrière
Karbownik maakte op 7 oktober 2020 zijn debuut in het Pools voetbalelftal, toen een vriendschappelijke wedstrijd werd gespeeld tegen Finland. Door Poolse doelpunten van Kamil Grosicki (driemaal), Krzysztof Piątek en Arkadiusz Milik en een tegengoal van Ilmari Niskanen werd het 5–1. Karbownik mocht van bondscoach Jerzy Brzęczek in de basis beginnen en het gehele duel meespelen. De andere Poolse debutanten waren Bartłomiej Drągowski (Fiorentina), Alan Czerwiński (Lech Poznań), Sebastian Walukiewicz (Cagliari), en Paweł Bochniewicz (sc Heerenveen).
In oktober 2022 werd Karbownik door bondscoach Czesław Michniewicz opgenomen in de Poolse voorselectie voor het WK 2022. Voor de uiteindelijke selectie was hij een van de afvallers.
| Interlands van Michał Karbownik voor Polen | Interlands van Michał Karbownik voor Polen | Interlands van Michał Karbownik voor Polen | Interlands van Michał Karbownik voor Polen | Interlands van Michał Karbownik voor Polen | Interlands van Michał Karbownik voor Polen |
| №                                          | Datum                                      | Wedstrijd                                  | Uitslag                                    | Competitie                                 | Goals                                      |
| Als speler van Legia Warschau              | Als speler van Legia Warschau              | Als speler van Legia Warschau              | Als speler van Legia Warschau              | Als speler van Legia Warschau              | Als speler van Legia Warschau              |
| ------------------------------------------ | ------------------------------------------ | ------------------------------------------ | ------------------------------------------ | ------------------------------------------ | ------------------------------------------ |
| 1                                          | 7 oktober 2020                             | Polen – Finland                            | 5 – 1                                      | Vriendschappelijk                          |                                            |
| 2                                          | 11 oktober 2020                            | Polen – Italië                             | 0 – 0                                      | Nations League 2020/21                     |                                            |
| 3                                          | 14 oktober 2020                            | Polen – Bosnië en Herzegovina              | 3 – 0                                      | Nations League 2020/21                     |                                            |
| Als speler van Fortuna Düsseldorf          |                                            |                                            |                                            |                                            |                                            |
| 4                                          | 24 maart 2023                              | Tsjechië – Polen                           | 3 – 1                                      | EK 2024 kwalificatie                       |                                            |

Bijgewerkt op 21 december 2024.

## Erelijst
| Competitie     |                |                |                |                |
| Competitie     | Aantal         | Jaren          |                |                |
| Legia Warschau | Legia Warschau | Legia Warschau | Legia Warschau | Legia Warschau |
| -------------- | -------------- | -------------- | -------------- | -------------- |
| Ekstraklasa    | 1              | 2019/20        |                |                |
| Olympiakos     |                |                |                |                |
| Super League   | 1              | 2021/22        |                |                |